# Cyperus refractus
Cyperus refractus är en halvgräsart som beskrevs av Georg George Engelmann och Johann Otto Boeckeler. Cyperus refractus ingår i släktet papyrusar, och familjen halvgräs. Inga underarter finns listade i Catalogue of Life.